# FC Hämeenlinna
Maillots
Le FC Hämeenlinna est un club de football finlandais basé à Hämeenlinna.

## Historique
- 1929 : fondation du club sous le nom de HPKHämeenlinna
- 1991 : fusion avec le PaKä Hämeenlinna en K-Team Hämeenlinna
- 1999 : le club est renommé FC Hämeenlinna

## Palmarès
- Coupe de Finlande
  - Finaliste : 2004